# Бог рэпа
«Бог рэпа» (стилизовано под маюскул) — седьмой студийный альбом российского рэпера Face, выпущенный 7 июня 2024 года. Музыкальный портал The Flow разместил работу на 30 место в списке 50 лучших альбомов от отечественных исполнителей 2024 года.
Всего в релиз вошло 11 сольных треков, общая длительность которых составляет более 26 минут. Это второй по количеству композиций музыкальный материал рэпера после дебютного студийного альбома Hate Love, релиз которого состоялся 8 апреля 2017 года, в 20-летие артиста. В седьмой песне альбома «Виктор Баринов» Face впервые выступает в качестве продюсера собственного трека.

## Описание
26 января в соцсетях музыканта был анонсирован новый плейлист, получивший название «Бог рэпа». Вместо даты было указано: "??.??.??". 15 марта запись пропала со всех соцсетей Face.
5 июня рэпер опубликовал пост, обозначив датой выхода альбома 8 апреля 2026 года (29 день рождения Дрёмина), однако через сутки вышло опровержение предыдущего поста, и была объявлена настоящая дата выхода релиза.
7 июня состоялся выход сольного альбома «Бог рэпа», став третьим, после двух апрельских синглов («Ненавижу» и     «От Земли») релизом рэпера в 2024 году. Всего в альбом вошло 11 треков, тем самым став второй по количеству песен работой музыканта после дебютного студийного альбома Hate Love, с 17 композициями. Весь вышедший музыкальный материал посвящён преимущественно стёбу над актуальными русскими рэперами и, в отличие от предыдущего альбома музыканта «Ничего хорошего», вышедшего 1 сентября 2023 года, выполненного в жанре осознанного хип-хопа, релиз «Бог рэпа» не несёт в себе политической повестки.

## Отзывы
Редакция сайта The Flow отмечает, что альбом «Бог рэпа» представляет собой достаточно противоречивое явление. Альбом характеризуется излишней раздробленностью идей, что создает ощущение нескоординированности.
Основные темы альбома — конфликт с современной сценой русского рэпа, к которой Face относится с явной критикой, а также любовь, секс и отношения. При этом, несмотря на свой сравнительно молодой возраст (27 лет), исполнитель проявляет склонность к рефлексии на тему прошлого, заявляя о своём легендарном статусе («трэп-повар», «трэп-кракен», «Бог рэпа»). Однако, по мнению редакции, эти заявления не подкрепляются фактическими достижениями, а основаны преимущественно на воспоминаниях о прошлом и сравнениях себя с нынешними актуальными артистами, которых он считает «фейками». Такая позиция представляется редакции устаревшей и не совсем уместной для столь небольшого возраста Дрёмина.
Помимо этого, редакция сайта отмечает недостаток художественного развития в творчестве Face. Тексты отличаются невысоким поэтическим уровнем, рифмы и метафоры кажутся примитивными. Глубина размышлений, по мнению рецензентов, также оставляет желать лучшего (например, фраза «Кайли Дженнер не оставит след, когда она сдохнет»).
Однако, несмотря на вышесказанное, наиболее запоминающимися моментами альбома являются те, где Face отходит от саморефлексии и конфликтов, фокусируясь на моменте. Именно в этих эпизодах, исполняя текст своим, непостановочным голосом, он демонстрирует своеобразную экспрессивность и артистичность (например, песня «Оса» или припев из трека «Люби»: "Мы в Париже, Eurovision, как будто Манижа"). Редакция The Flow считает, что именно в этом направлении Face стоит развиваться в дальнейшем.

## Список композиций
| №                   | Название                        | Автор(ы)            | Продюсер(ы)                                                      | Длительность |
| ------------------- | ------------------------------- | ------------------- | ---------------------------------------------------------------- | ------------ |
| 1.                  | «Песня дурака»                  | Face                | Kairun, AVEPACK                                                  | 1:19         |
| 2.                  | «Конец планеты»                 | Face                | Legacy Beatzz, Brook Beatz, Aunix                                | 2:40         |
| 3.                  | «Тяжёлый металл/Ты не гангстер» | Face                | Vicky Ferri, H3llthug, Pinktales, Oneclanbro, Paparawone, Soulm8 | 3:22         |
| 4.                  | «Да, это я»                     | Face                | Nema, Pinktales, H3llthug                                        | 1:35         |
| 5.                  | «Оса»                           | Face                | Vvsmalibu, Wickky!, Feelikedyin, H3llthug                        | 2:30         |
| 6.                  | «Если моя»                      | Face                | Legacy Beatzz, Brook Beatz                                       | 2:44         |
| 7.                  | «Виктор Баринов»                | Face                | Face                                                             | 2:11         |
| 8.                  | «ДДТ»                           | Face                | Lagune, Gaaze                                                    | 2:04         |
| 9.                  | «Люби»                          | Face                | Богдан Дрёмин                                                    | 2:58         |
| 10.                 | «Продолжаем»                    | Face                | Богдан Дрёмин                                                    | 2:27         |
| 11.                 | «Бог рэпа»                      | Face                | Deevo, Legacy Beatzz                                             | 2:16         |
| Общая длительность: | Общая длительность:             | Общая длительность: | Общая длительность:                                              | 26:06        |

В 7-й песне альбома: «Виктор Баринов» Face впервые выступает в качестве продюсера собственного трека. 9 и 10 композиции спродюсировал родной брат рэпера — Богдан Дрёмин. Ранее Богдан выступал в качестве продюсера в треках «Смерть» и «Твоя страна» вошедших в альбом Ничего хорошего.

## Чарты
| Чарты (2024)             | Высшая позиция |
| ------------------------ | -------------- |
| Украина (Apple Music)    | 3              |
| Россия (Apple Music)     | 4              |
| Россия (BandLink)        | 4              |
| Казахстан (Apple Music)  | 6              |
| Молдавия (Apple Music)   | 7              |
| Латвия (Apple Music)     | 8              |
| Литва (Apple Music)      | 9              |
| Эстония (Apple Music)    | 9              |
| Армения (Apple Music)    | 9              |
| Кыргызстан (Apple Music) | 10             |
| Турция (Apple Music)     | 11             |
| Кипр (Apple Music)       | 17             |
| Сербия (Apple Music)     | 17             |
| Беларусь (Spotify)       | 18             |
| Украина (Spotify)        | 19             |
| Россия (iTunes)          | 35             |
| Польша (Apple Music)     | 50             |
| Чехия (Apple Music)      | 64             |

| Чарты              | Песня          | Высшая позиция |
| ------------------ | -------------- | -------------- |
| Беларусь (Spotify) | «Песня Дурака» | 156            |